# Isogàmia

Diferents formes d'isogàmia: A) isogàmia de gàmetes mòbils, B) isogàmia de gàmetes no mòbils, C) conjugació

La isogàmia (del grec isos igual i gamos, matrimoni) és una forma de reproducció sexual pròpia dels vegetals en la qual els dos gàmetes que s'uneixen per formar el zigot són idèntics en estructura i mida.
A vegades, quan els gàmetes provenen d'una mateixa cèl·lula no poden unir-se entre si. Perquè la unió es dugui a terme és necessària l'existència de fragments provinents de dues estirps diferents, però que siguin compatibles, per exemple, algunes algues marines incloent les del gènere Ulva. Donada la similitud dels gàmetes que intervenen en la isogàmia, no és possible considerar masculins i femenins, ja que són totalment iguals, simplement se'ls anomena com a positius o negatius per a la reproducció. La unió dels gàmetes s'anomena fecundació i al resultat d'aquesta fusió s'anomena zigot, el qual donarà origen al nou organisme després de patir diverses transformacions.